# Passo di Mezzeno
Il passo di Mezzeno, alto 2.142 m s.l.m., è un valico alpino della val Brembana, in provincia di Bergamo. Si trova a ovest del passo dei Laghi Gemelli, e con esso fa parte della cresta che sovrasta a sud i Laghi Gemelli. Dal passo, dove è stata apposta una croce, si gode verso sud di una grandiosa vista del versante nord del Pizzo Arera, mentre verso nord si scogono i Laghi Gemelli e il soprastante Pizzo del Becco, mentre più lontano fa capolino il Monte Disgrazia.

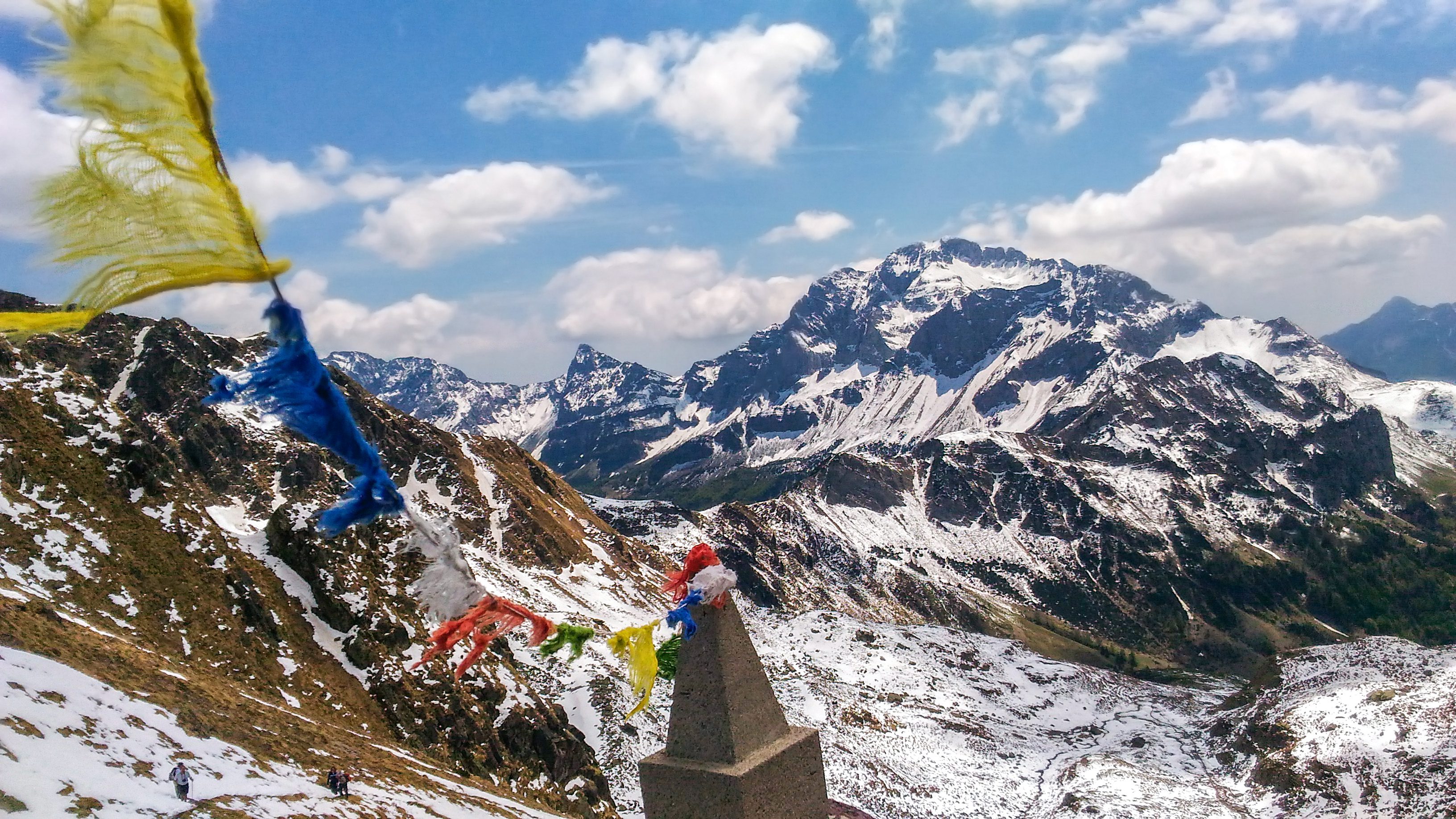
Vista dal valico verso il Pizzo Arera

## Accessi
Il valico è attraversato dal sentiero CAI 215, molto frequentato soprattutto d'estate dagli escursionisti diretti verso i Laghi Gemelli.
Si può raggiungere da sud in un'ora e mezza di cammino partendo dalle Baite di Mezzeno (1600 m), a monte del paese di Roncobello. Si sale sul versante orografico destro della valle per arrivare a dei pascoli più pianeggianti, attraversati i quali si arriva all'ultima salita che a zig zag conduce al passo.

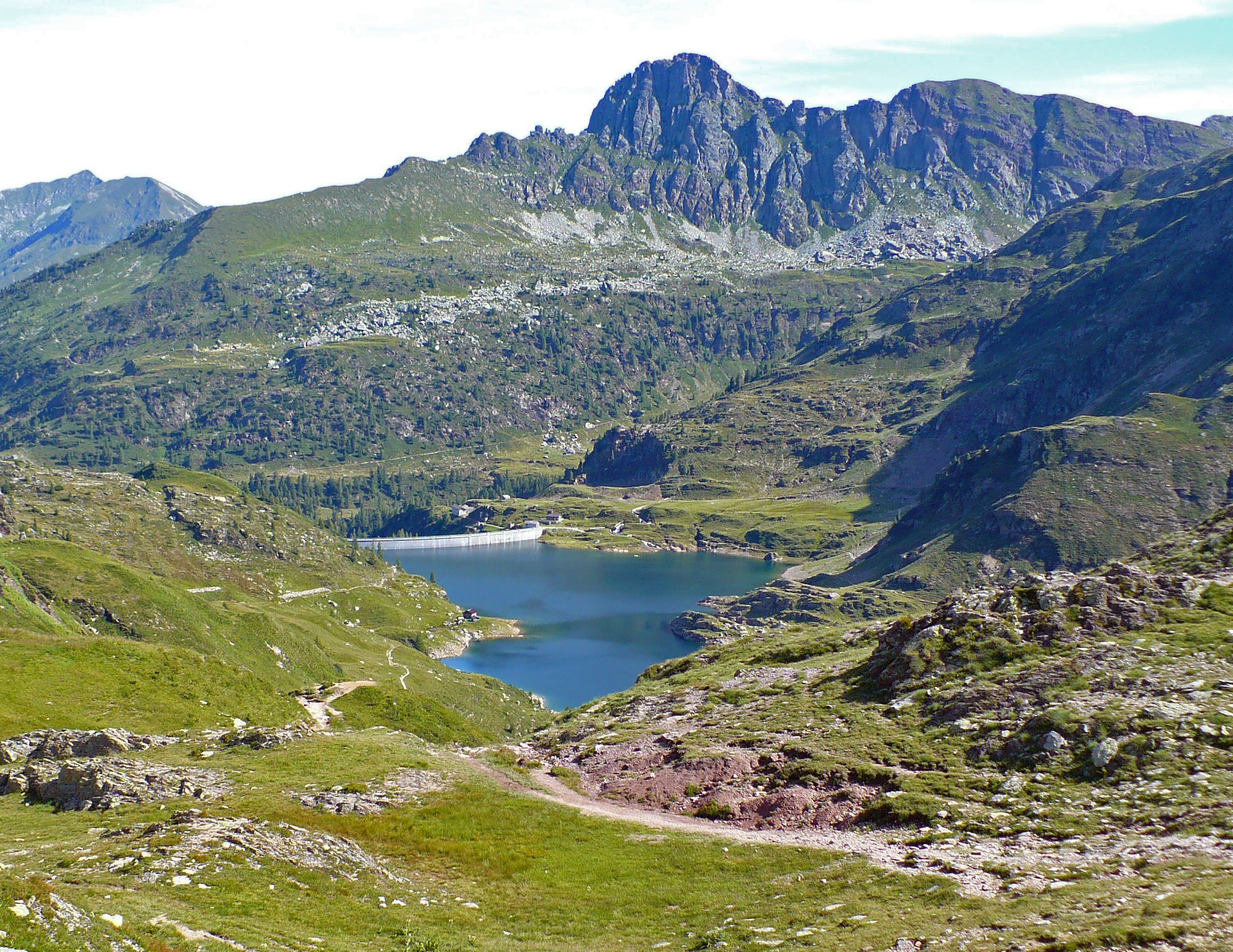
I Laghi Gemelli visti dal passo

Da nord è invece raggiungibile in circa 40 minuti dal Rifugio Laghi Gemelli, costeggiando la riva occidentale del lago e percorrendo una breve salita verso il valico.